# Toothbrush
Toothbrush is een nummer van de Amerikaanse band DNCE uit 2016. Het is de tweede en laatste single van hun debuut-EP Swaay evenals de tweede single van hun titelloze debuutalbum.
Als opvolger van de monsterhit "Cake by the Ocean" was "Toothbrush" wereldwijd minder succesvol dan de voorganger. In de Amerikaanse Billboard Hot 100 bereikte het een bescheiden 44e positie. In de Nederlandse Top 40 haalde het de 16e positie in de Tipparade, en in Vlaanderen de 40e positie in de Tipparade.